# Liste der Kunstwerke im öffentlichen Raum in Wien/Rudolfsheim-Fünfhaus
Diese Liste der Kunstwerke im öffentlichen Raum in Rudolfsheim-Fünfhaus enthält die im „Wien Kulturgut“ (digitalen Kulturstadtplan der Stadt Wien) gelisteten Kunstwerke im öffentlichen Raum (Public Art) im Bezirk Rudolfsheim-Fünfhaus.
Gedenktafeln sind in der Liste der Gedenktafeln und Gedenksteine in Wien/Rudolfsheim-Fünfhaus angeführt.

## Kunstwerke
| Foto |                 | Name | Typ                                      | Standort                                                                                          | Künstler                              | Datierung         | Beschreibung | Metadaten                                                                              |
| ---- | --------------- | --- | ---------------------------------------- | ------------------------------------------------------------------------------------------------- | ------------------------------------- | ----------------- | --- | -------------------------------------------------------------------------------------- |
| ja   | Datei hochladen | Tonskulptur „Flammenfrauen – Sarah und Johanna“ (1.) ID: 78383                                                                             | Profanplastiken/Kunst am Bau freistehend | Auer-Welsbach-Park Standort                                                                       | Charlotte Seidl                       | 2003              | Tonskulptur einer Frau mit gerader Haltung. Laut Beschreibung an der Statue: Johanna. | Standort: in der Wiese unterhalb des eingezäunten Sportbereichs, Nähe Linke Wienzeile  |
| ja   | Datei hochladen | Tonskulptur „Flammenfrauen – Sarah und Johanna“ (2.) ID: 78734                                                                             | Profanplastiken/Kunst am Bau freistehend | Auer-Welsbach-Park Standort                                                                       | Charlotte Seidl                       | 2003              | Gerade stehende schlichte Frauenfigur | Standort: in der Wiese unterhalb des eingezäunten Sportbereiches, Nähe Linke Wienzeile |
| ja   | Datei hochladen | Ehem. Sarkophag vom Schmelzer Friedhof ID: 45112 HERIS-ID: 61969 Objekt-ID: 74465                                                          | Grabmäler/Grabhaine                      | Burjanplatz Standort                                                                              |                                       | 1. Hälfte 19. Jh. | vom Schmelzer Friedhof: Sarkophag mit abgetrepptem Fuß, darauf ein steinerner Blumenkranz | Standort: Direkt vor der Hauptfassade der Christ Königskirche                          |
| ja   | Datei hochladen | Ehem. Grabmal Josefa Melly, auch ehem. Grabmal Groll vom Schmelzer Friedhof Vulgo: Totenleuchte ID: 45108 HERIS-ID: 61969 Objekt-ID: 74465 | Grabmäler/Grabhaine                      | Burjanplatz, gegenüber Langmaisgasse 3 Standort                                                   | Leopold Ernst                         | 1856              | vom Schmelzer Friedhof: neugotische Tabernakelsäule, den gotischen Lichtsäulen nachempfunden | Standort: An der Seitenfassade der Christ Königskirche                                 |
| ja   | Datei hochladen | Ehem. Grabkreuz vom Schmelzer Friedhof ID: 45109 HERIS-ID: 61969 Objekt-ID: 74465                                                          | Grabmäler/Grabhaine                      | Burjanplatz, gegenüber Langmaisgasse 5 Standort                                                   |                                       | 1726              | vom Schmelzer Friedhof: Schmiedeeisenkreuz auf geschwungenem Sockel | Standort: An der Seitenfassade der Christ Königskirche                                 |
| ja   | Datei hochladen | ehem. Tumba des Freiherrn von Bertoletti vom Schmelzer Friedhof ID: 45110 HERIS-ID: 61969 Objekt-ID: 74465                                 | Grabmäler/Grabhaine                      | Burjanplatz, gegenüber Langmaisgasse 7 Standort                                                   |                                       | 1871              | vom Schmelzer Friedhof: Tumbadeckel mit Trophäen und Wappen | Standort: Vor der Hauptfassade der Christ Königskirche                                 |
| ja   | Datei hochladen | Ehem. Grabsäule mit Urnenaufsatz vom Schmelzer Friedhof ID: 45111 HERIS-ID: 61969 Objekt-ID: 74465                                         | Grabmäler/Grabhaine                      | Burjanplatz, gegenüber Langmaisgasse 9, an der Mündung des Kriemhildplatzes Standort              |                                       |                   | vom Schmelzer Friedhof: Kannelierte Säule auf Vierkantsockel mit Relief, darauf ein Urnenaufsatz | Standort: Vor der Hauptfassade der Christ Königskirche                                 |
| ja   | Datei hochladen | Fruchtform ID: 41145 | Profanplastiken/Kunst am Bau freistehend | Clementinengasse 11–17 Standort                                                                   | Monika Bauer-Abbasov                  | 1979              | Plastik aus Allfanger Granit | Standort: Wohnhausanlage                                                               |
| ja   | Datei hochladen | Marien-Breitpfeiler ID: 45106 | Sakrale Kleindenkmäler                   | Felberstraße 48–50 / Schweglerstraße Standort                                                     |                                       |                   | Kapellenartiger Breitpfeiler mit verglaster Nische, in der sich eine hölzerne Marienfigur befindet | Standort: In kleiner Grünanlage                                                        |
| ja   | Datei hochladen | Alois-Rohrauer-Denkmal ID: 74016 | Denkmäler                                | Gablenzgasse / Minciostraße / Schoellerweg. Im Rohrauer-Park. Standort                            | Eduard Rusch                          | 1925              | Das Denkmal in Form eines Pfeilers aus grob gehauenen Natursteinen und einem Porträtrelief aus Bronze erinnert an Alois Rohrauer (1843–1923), einen Mitbegründer der Naturfreunde Österreich.                                                                                                 | Standort: im oberen Teil des Parks zwischen den roten Säulen                           |
| ja   | Datei hochladen | Indischer Elefant mit Jungem ID: 42520 | Profanplastiken/Kunst am Bau freistehend | Gablenzgasse 41 / Camillo-Sitte-Gasse 19 / Hagengasse Standort                                    | Herbert Schwarz                       | 1953              | Plastik aus Loreto-Konglomerat | Standort: Wohnhausanlage                                                               |
| ja   | Datei hochladen | Nilpferd ID: 41849 | Profanplastiken/Kunst am Bau freistehend | Goldschlagstraße 107 / Sturzgasse 8 Standort                                                      | Eva Mazzucco                          | 1973              | Bronzeplastik | Standort: Wohnhausanlage (Innenhof)                                                    |
| ja   | Datei hochladen | Mariensäule ID: 45104 HERIS-ID: 62288 Objekt-ID: 74819                                                                                     | Sakrale Kleindenkmäler                   | Henriettenplatz 6 (Schule) Standort                                                               |                                       | 1863              | Der neugotische Bündelpfeiler ist von Heiligenfiguren umgeben und von einer Marienstatue bekrönt. | Standort: Platzmitte                                                                   |
| ja   | Datei hochladen | Meditationsstein ID: 42417 | Profanplastiken/Kunst am Bau freistehend | Hollergasse 19/Anschützg. 8a, Stg.1 Standort                                                      | Hannes Turba                          | 1972              | Diese Plastik aus Lindabrunner Konglomerat ist beim Bildhauersymposion Lindabrunn 1972 entstanden. | Standort: Wohnhausanlage                                                               |
| ja   | Datei hochladen | Knabe mit Vögeln, Zierbrunnen Vulgo: Frühlingsbrunnen ID: 78386                                                                            | Profanplastiken/Kunst am Bau freistehend | Hütteldorfer Straße 16–22 Standort                                                                | Anton Endstorfer                      | 1912              | In einer steinernen Brunnenschale steht auf einem Sockel eine bronzene Knabenfigur mit geneigtem Kopf, die sich an die auf seinen ausgebreiteten Armen sitzenden Vögel schmiegt. | Standort: Ebert-Hof                                                                    |
| ja   | Datei hochladen | Abstrakte Spielplastik ID: 41035 | Profanplastiken/Kunst am Bau freistehend | Ibsenstraße / Gablenzgasse / Minciostraße 35 Standort                                             | Walter Auer                           | 1968              | Plastik aus Waldviertler Naturstein | Standort: Wohnhausanlage                                                               |
| ja   | Datei hochladen | Sitzende abstrakte Figur ID: 41704 | Profanplastiken/Kunst am Bau freistehend | Ibsenstraße/Gablenzgasse/Minciostraße 35 Standort                                                 | Engelbert Lanzenberger                | 1970              | Natursteinplastik | Standort: Wohnhausanlage                                                               |
| ja   | Datei hochladen | Wasserwelt – Denkzeichen ID: 59434 | Brunnen                                  | Kardinal-Rauscher-Platz 3 Standort                                                                | Osamu Nakajima                        |                   | Das Objekt besteht aus zwei je 20 Tonnen schweren Granitstelen. Es symbolisiert einerseits den ewigen Fluss des Wassers im Berg und andererseits die spontane Kraft und Energie von Naturereignissen. In gestalterischer Verbindung mit dem Denkzeichen steht eine naturähnliche Teichanlage. |                                                                                        |
| ja   | Datei hochladen | Wasserwelt – Berliner Trinkbrunnen Vulgo: Ruheplatz ID: 59431                                                                              | Brunnen                                  | Kardinal-Rauscher-Platz 5 Standort                                                                |                                       | 1994              | Der Berliner Trinkbrunnen wurde gewidmet von Siemens-Berlin und den Berliner Wasserwerken. | Standort: In der Pergola                                                               |
| ja   | Datei hochladen | Wasserwelt – Lebensbaum ID: 59120 | Brunnen                                  | Kardinal-Rauscher-Platz 7 Standort                                                                | Hans Muhr                             | 1996              | Die Blätter des Baumes sind Solarzellen, welche die Energie für die nächtliche Beleuchtung gewinnen, deren Intensität sich nach der Sonneneinstrahlung während des Tages richtet. | Standort: gleich bei der Huglgasse                                                     |
| ja   | Datei hochladen | Hl. Johannes von Nepomuk ID: 45105 HERIS-ID: 62307 Objekt-ID: 74838                                                                        | Sakrale Kleindenkmäler                   | Mariahilferstraße / Linzer Straße 2A Standort                                                     |                                       | 1770er-Jahre      | Statue des hl. Johannes Nepomuk mit Kreuz im Arm und Barrett zu Füßen | Standort: Grünanlage im Straßenzwickel                                                 |
| ja   | Datei hochladen | Denkmal für die Märzgefallenen ID: 74019                                                                                                   | Denkmäler                                | Märzpark Standort                                                                                 |                                       |                   | Das Denkmal erinnert an die ehemals hier begrabenen und 1888 auf den Zentralfriedhof verlegten Opfer der Märzrevolution von 1848. | Standort: Im Märzpark                                                                  |
| ja   | Datei hochladen | Vogeltränke „Liegender Jüngling“ ID: 41582                                                                                                 | Profanplastiken/Kunst am Bau freistehend | Oeverseestraße 13–19 / Kannegasse / Wurmsergasse / Pilgerimgasse 10 – 20 Standort                 | Artur Hecke                           | ca. 1956          | Steinplastik | Standort: Wohnhausanlage                                                               |
| ja   | Datei hochladen | Putto auf Fisch ID: 78739 | Profanplastiken/Kunst am Bau freistehend | Possingergasse 1–37 / Wickhoffgasse / Mareschgasse 32 Standort                                    | Adam Pohl                             | ca. 1924          | Bronzeplastik einer unbekleideten Knabenfigur mit nach hinten gerichteten Armen, die etwas zurückgelehnt auf einem Sternfisch sitzt. |                                                                                        |
| ja   | Datei hochladen | Zeichen ID: 42660 | Profanplastiken/Kunst am Bau freistehend | Roland Rainer Platz 1 – Wiener Stadthalle (im Märzpark) Standort                                  | Fritz Wotruba                         | ca. 1958          | Natursteinplastik | Standort: in der Parkanlage vor der Stadthalle                                         |
| ja   | Datei hochladen | Stahlplastik „Bewegung“ ID: 41177 | Profanplastiken/Kunst am Bau freistehend | Roland Rainer Platz 1 – Wiener Stadthalle Standort                                                | Wander Bertoni                        |                   | Stahlplastik | Standort: Vorplatz                                                                     |
| BW   | Datei hochladen | Mäander und Ornament ID: 41197 | Kunst am Bau wandgebunden                | Roland Rainer Platz 1 – Wiener Stadthalle Standort                                                | Maria Biljan-Bilger                   |                   | Nördliches Foyer: Wandmosaik „Mäander“ (Smalten, Naturstein) Südliches Foyer: Wandbemalung „Ornament“ (Ölkreide) Putz, Smalten, Naturstein | Standort: Haupthalle, nördliches und südliches Foyer, Wanddekoration                   |
| BW   | Datei hochladen | Die Welt und der Mensch ID: 41241 | Kunst am Bau wandgebunden                | Roland Rainer Platz 1 – Wiener Stadthalle Standort                                                | Herbert Boeckl                        |                   | Gobelin | Standort: Empfangsraum der Ehrenloge                                                   |
| BW   | Datei hochladen | Mosaikfries „Ornament“ ID: 41503 | Kunst am Bau wandgebunden                | Roland Rainer Platz 1 – Wiener Stadthalle Standort                                                | Johann Fruhmann                       |                   | Glasmosaik | Standort: Eishalle                                                                     |
| ja   | Datei hochladen | Mosaik „Orientierungsplan“ ID: 42460 | Kunst am Bau wandgebunden                | Roland Rainer Platz 1 – Wiener Stadthalle Standort                                                | Carl Unger                            |                   | Mosaik aus Glas, Venezianische Smalten, Marmor und Opalglas | Standort: Vorhalle des Restaurants                                                     |
| BW   | Datei hochladen | Wandverkleidung der Ehrenloge ID: 42695 | Kunst am Bau wandgebunden                | Roland Rainer Platz 1 – Wiener Stadthalle Standort                                                | Heinz Leinfellner                     |                   | Marmorintarsia | Standort: Ehrenloge                                                                    |
| ja   | Datei hochladen | Brunnenanlage ID: 41800 HERIS-ID: 62333 Objekt-ID: 74865                                                                                   | Profanplastiken/Kunst am Bau freistehend | Schwendergasse 39–43 Standort                                                                     | Heinz Leinfellner, Fritz Tiefenthaler | 1976              | freistehende Kunststeinplastik | Standort: Haus der Begegnung                                                           |
| ja   | Datei hochladen | Wand der Sprachen ID: 87315 | Kunst am Bau wandgebunden                | Schwendermarkt Standort                                                                           | Christine und Irene Hohenbüchler      | 2004              | Über Sinnsprüche, Gedichte und Kommentare wird der Schwendermarkt als multikulturellen Ort der Begegnung und des Austausches thematisiert. Die graffitiartige Wandmalerei entstand in Zusammenarbeit mit mehreren Schulen der Umgebung.                                                       |                                                                                        |
| ja   | Datei hochladen | Technische Form III ID: 78392 | Profanplastiken/Kunst am Bau freistehend | Sparkassaplatz Standort                                                                           | Karl Anton Wolf                       | 1972              | Blitzförmige Metallskulptur auf rundem Sockel |                                                                                        |
| ja   | Datei hochladen | Heulender Wolf ID: 41695 | Profanplastiken/Kunst am Bau freistehend | Sturzgasse 12 Standort                                                                            | Walter Lackner                        | 1975              | Granitplastik | Standort: Wohnhausanlage                                                               |
| ja   | Datei hochladen | Gedenkpark Turnertempel ID: 87313 | Denkmäler                                | Turnergasse 22 / Dingelstedtgasse Standort                                                        | Iris Andraschek                       | 2011              | Das Netz aus schwarzen Betonbalken soll den 1938 zerborstenen Dachstuhl des Turnertempels symbolisieren, die Mosaike zeigen Pflanzen und Tiere, die in der Torah erwähnt werden. |                                                                                        |
| ja   | Datei hochladen | Dreifaltigkeitssäule ID: 45107 HERIS-ID: 61994 Objekt-ID: 74491                                                                            | Sakrale Kleindenkmäler                   | Vor der Reindorfer Pfarrkirche Allerheiligste Dreifaltigkeit, gegenüber Reindorfgasse 26 Standort |                                       | 1789              | Die jetzige Säule ist ein Abguss des Originals aus dem Jahr 1989. Auf einer dorischen Säule befindet sich ein Wolkenthron mit der Dreifaltigkeit. |                                                                                        |
| ja   | Datei hochladen | Marmorplastik „Mutter und Kind“ ID: 41561                                                                                                  | Profanplastiken/Kunst am Bau freistehend | Wurmsergasse 36 Standort                                                                          | Gustav Jekel                          | 1959              | Marmorplastik | Standort: Mutterberatungsstelle, MA 11 – in der Eingangshalle                          |
| ja   | Datei hochladen | Zierbrunnen ID: 78395 | Profanplastiken/Kunst am Bau freistehend | Wurzbachgasse 2–8 Standort                                                                        | Robert Obsieger                       | 1927              | Pokalförmiger Brunnen, Wände sind aus glasierter Keramik | Standort: Vogelweidhof (Märchenhof)                                                    |
| ja   | Datei hochladen | Knabe mit Amphore ID: 78393 | Profanplastiken/Kunst am Bau freistehend | Wurzbachgasse 2–8 Standort                                                                        | Robert Obsieger                       | 1927              | Nischenbrunnen, kleine Figur in verziertem Rahmen mit farbiger Glasur | Standort: Vogelweidhof (Märchenhof)                                                    |
| ja   | Datei hochladen | Knabe mit Fisch ID: 78580 | Profanplastiken/Kunst am Bau freistehend | Wurzbachgasse 2–8 Standort                                                                        | Robert Obsieger                       | 1927              | Nischenbrunnen, kleine Figur in verziertem Rahmen mit farbiger Glasur | Standort: Vogelweidhof (Märchenhof)                                                    |

## Nicht mehr aufgestellt
| Foto |                 | Name                                                  | Typ     | Standort                 | Künstler         | Datierung | Beschreibung | Metadaten                  |
| ---- | --------------- | ----------------------------------------------------- | ------- | ------------------------ | ---------------- | --------- | --- | -------------------------- |
| ja   | Datei hochladen | Wasserwelt – Wasserbecken A und B, Pavillon ID: 59437 | Brunnen | Meiselstraße 11 Standort | Waltrud Viehböck | 1995      | Die neun aus Doppel-Ellipsen geformten Stahlfiguren befanden sich um die Wasserbecken. Der Pavillon war ein in die Lüftungsanlage der U-Bahn integriertes Lokal in Form eines Schiffes. Mit der Umgestaltung der Wasserwelt 2017 weggefallen. |                            |
| ja   | Datei hochladen | Wasserwelt – Wasserlichtbogen ID: 59433               | Brunnen | Meiselstraße 2 Standort  |                  |           | Das Objekt zeigte Wasserstrahlen in verschiedenster Form und Ausbildung, kombiniert mit Lichtreflexen. Mit der Umgestaltung der Wasserwelt 2017 weggefallen.                                                                                  |                            |
| ja   | Datei hochladen | Wasserwelt – Spielbrunnen ID: 59432                   | Brunnen | Meiselstraße 3 Standort  |                  |           | Dieses Objekt symbolisierte den technischen Wasserbau. Wie durch ein Kraftwerk floss das Wasser über Staustufen, die über Stauklappen beeinflusst werden konnten. Mit der Umgestaltung der Wasserwelt 2017 weggefallen.                       |                            |
| ja   | Datei hochladen | Wasserwelt – Wassersitzplatz ID: 59430                | Brunnen | Meiselstraße 8 Standort  |                  |           | Das Objekt stand in Verbindung mit dem Meiselmarkt, wobei die Ränder zum Sitzen einladen sollten. Mit der Umgestaltung der Wasserwelt 2017 weggefallen.                                                                                       | Standort: Neben der Treppe |